# Juan José
Juan José é uma telenovela mexicana, produzida pela Televisa e exibida em 1964 pelo Telesistema Mexicano.

## Elenco
- Maricruz Olivier
- Narciso Busquets
- Raúl Padilla
- Antonio Medellín